# Martin Veselovský
Martin Veselovský (* 26. září 1972 Vrchlabí) je český redaktor a moderátor, držitel několika novinářských cen. Působil v různých rádiích a televizích, od roku 2000 do roku 2014 pracoval v Českém rozhlase, v období 2008–2014 moderoval pořad Události, komentáře v České televizi. Od roku 2014 je moderátorem jím spoluzaložené internetové televize DVTV.

## Profesní kariéra
Vystudoval Gymnázium Budějovická v Praze (maturita 1990), nedokončil svá studia historie na Filozofické fakultě Univerzity Karlovy.
S moderováním začal v roce 1992 v Rádio Klubu Hlasu Ameriky. V letech 1994–1999 pracoval na rádiu Evropa 2. Roku 1995 se objevil v televizním pořadu SOS na Primě, kde působil do roku 1998. Tehdy přešel na TV Nova do talkshow Áčko, které moderoval do roku 2002. V letech 2004–2006 na Nově moderoval nedělní diskusní pořad Sedmička.
Od roku 2000 pracoval v Českém rozhlase, kde vystřídal několik pořadů: Nad věcí (2000–2004) a Radiofórum (2001–2006). Od roku 2006 si na Radiožurnálu v pořadu Dvacet minut Radiožurnálu zval aktuální hosty z politiky, vědy, kultury a sportu. Od srpna 2014 v rozhlase na vlastní žádost skončil.
Od ledna 2008 moderoval pořad Události, komentáře na ČT24, odkud odešel v březnu 2014. V květnu 2014 spolu s moderátorkou Danielou Drtinovou a editorem Janem Rozkošným založil projekt DVTV, který začal dodávat videoobsah pro online deník Aktuálně.cz. Videokanál Drtinová Veselovský TV začal vysílat 27. května 2014.

### Ocenění
V roce 2013 obdržel v soutěži Tweet roku ocenění v kategorii Objev roku. V soutěži Novinářská cena 2012, pořádané Nadací Open Society Fund Praha, zvítězil spolu s Petrem Dudkem v sekci Rozhovor, beseda, diskuze za rozhovor s tehdejším karlovarským radním a bývalým členem pohraniční stráže Václavem Sloupem. V roce 2014 obdržel Cenu Karla Havlíčka Borovského za „bezkonkurenční úroveň rozhovorů ve Dvaceti minutách Radiožurnálu a také úroveň pořadu Události komentáře České televize.“ V únoru 2015 byl spolu s Petrem Třešňákem oceněn Cenou Ferdinanda Peroutky. Za rok 2016 získal za rozhovor s mluvčím prezidenta Jiřím Ovčáčkem Česko-slovenskou cenu veřejnosti v online hlasování soutěže Novinářská cena. O rok později opět vyhrál Novinářskou cenu, a to v kategorii Nejlepší rozhovor, beseda nebo diskuse za rozhovor s poslancem Zdeňkem Ondráčkem.

## Osobní život
Je ženatý s moderátorkou Monikou Valentovou, se kterou má dvě dcery – Rozálii a Viktorii. Je ateista.